# الفيلق الثاني عشر الصاعقة

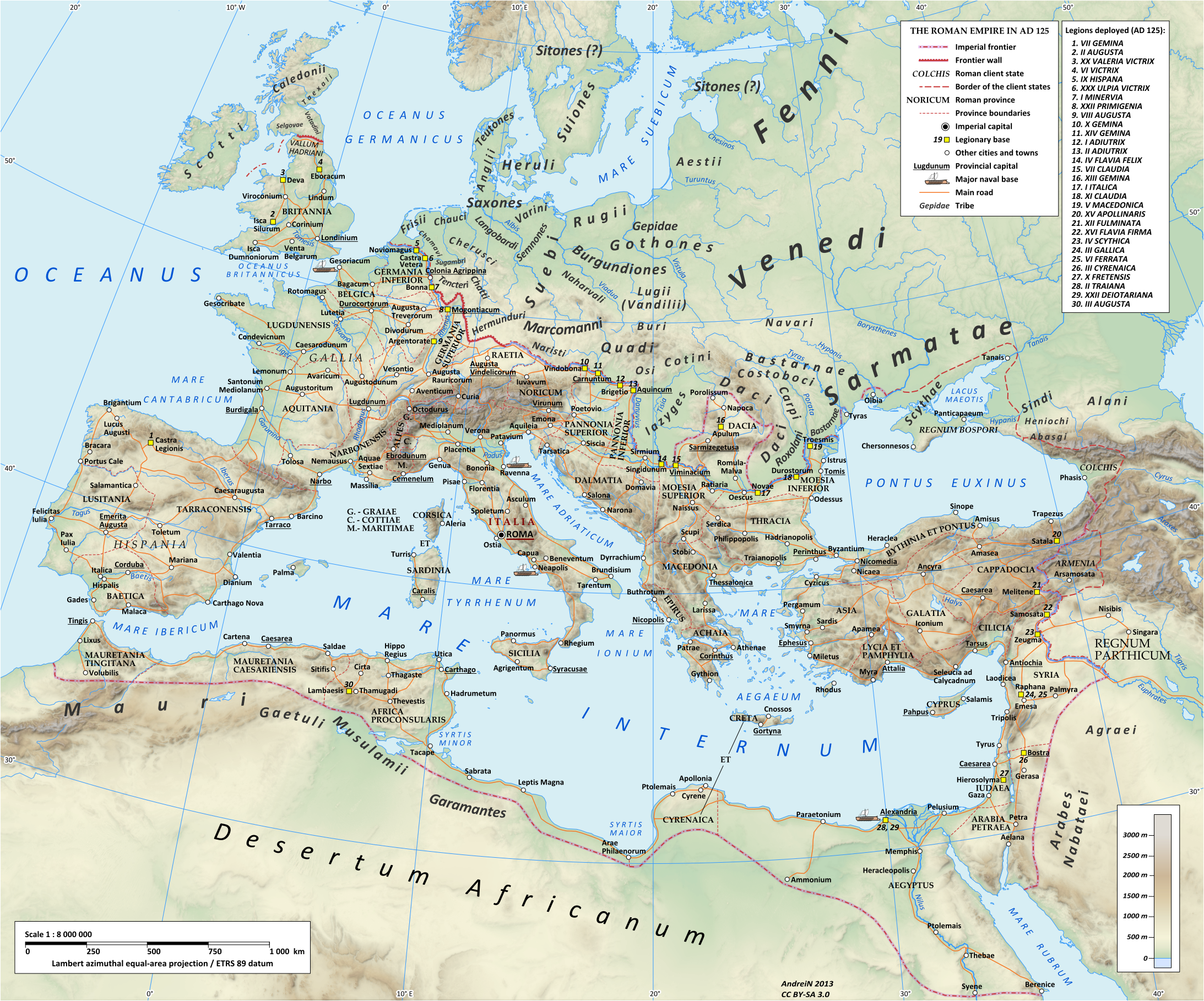
خريطة الإمبراطورية الرومانية سنة 125م تحت حكم الإمبراطور هادريان، تُظهر تمركز الفيلق الثاني عشر الصاعقة في ملطية في مقاطعة كبادوكيا الرومانية.

الفيلق الثاني عشر الصاعقة (ويعرف أيضًا بألقاب الأبوي، المنتصر، العتيق، الثابت دائمًا، الغاليني) هو فيلق روماني في الجيش الإمبراطوري الروماني. أسسه يوليوس قيصر سنة 58 ق.م.، وشارك معه في الحروب الغالية حتى سنة 49 ق.م. تمركز الفيلق لحراسة وادي الفرات بالقرب من ملطية في بداية القرن الخامس الميلادي، وكان شعاره "الصاعقة".

## وصلات خارجية
- LEGIO XII FVLMINATA, Italian re-enactment group